# Ambasada Monako w Berlinie
Ambasada Monako w Berlinie – misja dyplomatyczna Księstwa Monako w Republice Federalnej Niemiec.
Ambasador Księstwa Monako w Berlinie oprócz Republiki Federalnej Niemiec akredytowany jest również w Republice Austrii, w Rzeczypospolitej Polskiej oraz przy Biurze Narodów Zjednoczonych i organizacjach międzynarodowych w Wiedniu.